# Dùjí Qū
Dùjí Qū o distrito de Dùjí es una localidad de la ciudad-prefectura de Huaibei en la provincia de Anhui, República Popular China, con una población censada en noviembre de 2010 de 324 398 habitantes.
Se encuentra situada en el norte de la provincia, cerca del río Huai y de la frontera con la provincia de Shandong.